# Гальперин, Фальк
Фальк Гальперин (Гельперин) (1876, Несвиж, Минская губерния, Российская империя — 6 марта 1945, Тель-Авив, Подмандатная Палестина, Британская империя) — прозаик, переводчик, драматург. Писал на иврите и идише.

## Биография
Родился в религиозной семье в Несвиже. Получил традиционное еврейское образование в хедере и иешиве. Работал учителем в Минске, Вильне, Варшаве. В 1908 приехал в Петербург, преподавал в школе Об-ва для распространения просвещения между евреями в России.
Во время Первой мировой войны организовал и возглавил еврейскую школу для беженцев в Тамбове.
После революции 1917 был назначен инспектором еврейских школ на Украине. В 1918 основал в Екатеринославе издательство по выпуску книг для детей. В 1921 приехал в Вильно, где преподавал в учительской семинарии. В 1926 он основал (совместно с Шломо Бастомским) и редактировал (до 1923) первый детский журнал на идише «Унтер ди грининке беймелех».
Печатал рассказы и статьи в русско-еврейских журналах «Восход» и «Еврейская жизнь». Занимался переводами на идиш произведений Б.Дизраэли, К.Гамсуна, Л. Н. Толстого, Н. В. Гоголя, Ф.Шиллера, сказки братьев Гримм и Х. К. Андерсена. Автор учебников по языку и литературе для еврейских школ.
В 1937 эмигрировал в Эрец-Исраэль, жил в Тель-Авиве. Продолжил свою литературную деятельность. Писал пьесы, стихи и эссе в различных периодических изданиях на иврите. Гальперин был плодовитым автором. Было опубликовано около ста томов его работы на иврите и идише, в том числе сказки и детские рассказы, статьи по образованию, литература для юных читателей, многие переводы и пьесы.